# La Caillère-Saint-Hilaire
La Caillère-Saint-Hilaire és un municipi francès situat al departament de Vendée i a la regió de País del Loira. L'any 2007 tenia 1.041 habitants.

## Demografia

### Població
El 2007 la població de fet de La Caillère-Saint-Hilaire era de 1.041 persones. Hi havia 488 famílies de les quals 176 eren unipersonals (64 homes vivint sols i 112 dones vivint soles), 180 parelles sense fills, 124 parelles amb fills i 8 famílies monoparentals amb fills.
La població ha evolucionat segons el següent gràfic:
Habitants censats

### Habitatges
El 2007 hi havia 622 habitatges, 503 eren l'habitatge principal de la família, 90 eren segones residències i 30 estaven desocupats. 550 eren cases i 3 eren apartaments. Dels 503 habitatges principals, 343 estaven ocupats pels seus propietaris, 156 estaven llogats i ocupats pels llogaters i 5 estaven cedits a títol gratuït; 18 tenien una cambra, 68 en tenien dues, 67 en tenien tres, 123 en tenien quatre i 228 en tenien cinc o més. 344 habitatges disposaven pel capbaix d'una plaça de pàrquing. A 205 habitatges hi havia un automòbil i a 185 n'hi havia dos o més.

### Piràmide de població
La piràmide de població per edats i sexe el 2009 era:
| Homes | Edats   | Dones |
| ----- | ------- | ----- |
| 0     | 95 o +  | 8     |
| 4     | 90 a 94 | 12    |
| 20    | 85 a 89 | 44    |
| 12    | 80 a 84 | 16    |
| 32    | 75 a 79 | 36    |
| 40    | 70 a 74 | 24    |
| 44    | 65 a 69 | 64    |
| 32    | 60 a 64 | 40    |
| 12    | 55 a 59 | 24    |
| 24    | 50 a 54 | 12    |
| 36    | 45 a 49 | 28    |
| 32    | 40 a 44 | 28    |
| 40    | 35 a 39 | 32    |
| 20    | 30 a 34 | 24    |
| 32    | 25 a 29 | 36    |
| 24    | 20 a 24 | 16    |
| 32    | 15 a 19 | 32    |
| 28    | 10 a 14 | 16    |
| 20    | 5 a 9   | 24    |
| 20    | 0 a 4   | 20    |

## Economia
El 2007 la població en edat de treballar era de 579 persones, 425 eren actives i 154 eren inactives. De les 425 persones actives 398 estaven ocupades (223 homes i 175 dones) i 27 estaven aturades (8 homes i 19 dones). De les 154 persones inactives 76 estaven jubilades, 28 estaven estudiant i 50 estaven classificades com a «altres inactius».

### Ingressos
El 2009 a La Caillère-Saint-Hilaire hi havia 454 unitats fiscals que integraven 1.020,5 persones, la mediana anual d'ingressos fiscals per persona era de 15.734 €.

### Activitats econòmiques
Dels 56 establiments que hi havia el 2007, 1 era d'una empresa extractiva, 2 d'empreses alimentàries, 4 d'empreses de fabricació d'altres productes industrials, 10 d'empreses de construcció, 7 d'empreses de comerç i reparació d'automòbils, 1 d'una empresa de transport, 5 d'empreses d'hostatgeria i restauració, 1 d'una empresa d'informació i comunicació, 3 d'empreses financeres, 6 d'empreses immobiliàries, 6 d'empreses de serveis, 8 d'entitats de l'administració pública i 2 d'empreses classificades com a «altres activitats de serveis».
Dels 18 establiments de servei als particulars que hi havia el 2009, 2 eren oficines bancàries, 1 taller de reparació d'automòbils i de material agrícola, 2 paletes, 2 guixaires pintors, 5 fusteries, 2 lampisteries, 1 perruqueria, 1 restaurant, 1 agència immobiliària i 1 saló de bellesa.
Dels 2 establiments comercials que hi havia el 2009, 1 era una botiga de menys de 120 m² i 1 una fleca.
L'any 2000 a La Caillère-Saint-Hilaire hi havia 32 explotacions agrícoles que ocupaven un total de 574 hectàrees.

## Equipaments sanitaris i escolars
El 2009 hi havia 1 farmàcia i 1 ambulància.
El 2009 hi havia una escola elemental.

## Poblacions més properes
El següent diagrama mostra les poblacions més properes.